# 바레인 대학교
바레인 대학교( 아랍어 : جامعة البحرين , 약칭 UOB)는 바레인에서 가장큰 공립대학이자 국가 유일의 공립대학이다. 등록된 학생은 2만명 정도이고 880명의 교직원, 2082명에 행정직원이 있다. 재학생은 30317명이다.
바레인 대학은 1986년에 설립되었으며 올해(2018년)로 32년째 되었다. 대학은 총 66개의 건물, 240개의 교실, 183개의 실험실, 3개의 체육관을 갖추고 있다. 4개의 도서관이 있는데 25만권에 책이 있고 영국도서관 데이터베이스에 접근할 수 있다. 바레인 대학교는 38개의 학사 프로그램, 21개의 석사 학위, 5개의 박사 학위등 86개의 학업 프로그램을 제공 한다. 매년 6000여명정도의 신입생을 받는데 그중 80%가 9월에 들어온다. 1986년 설립 이후 5000개가 넘는 논문 및 서적이 출판 되었고, 그중 80%가 과학 및 공학 관련이다. 학생의 65%이상이 여성, 10.5%는 유학생이다.